# Iván Córdoba
Iván Ramiro Córdoba Sepúlveda (født 11. august 1976 i Rionegro, Colombia) er en tidligere colombiansk fodboldspiller (forsvarer).
Córdobas seniorkarriere strakte sig over 20 år, og er bedst husket for hans 13 år hos Inter i Italien. I sin tid i Milano-klubben var han både med til at vinde fem italienske mesterskaber, fire pokaltitler samt både Champions League og VM for klubhold i 2010.
Inden sin tid i Italien havde Córdoba også spillet i både hjemlandet, hvor han repræsenterede Medellín-storklubben Atlético Nacional, samt i argentinske San Lorenzo de Almagro.
Córdoba spillede desuden, mellem 1997 og 2010, 73 kampe og scorede fem mål for det colombianske landshold. Hans første landskamp var et Copa América-opgør mod Costa Rica 16. juni 1997, mens hans sidste optræden i landsholdstrøjen var en venskabskamp 7. september 2010 på udebane mod Mexico.
Han repræsenterede sit land ved VM i 1998 i Frankrig. Han kom dog ikke på banen i turneringen, hvor colombianerne ikke gik videre fra det indledende gruppespil. Tre år senere var han med til at sikre Colombia landets første Copa América-titel nogensinde, da man på hjemmebane vandt guld efter finalesejr over Mexico. Córdoba spillede fem af sit lands seks kampe i turneringen, hvor colombianerne vakte opsigt ved ikke at lukke et eneste mål ind.

## Titler
Serie A
- 2006, 2007, 2008, 2009 og 2010 med Inter

Coppa Italia
- 2005, 2006, 2010 og 2011 med Inter

Supercoppa Italiana
- 2005, 2006, 2008 og 2010 med Inter

UEFA Champions League
- 2010 med Inter

VM for klubhold
- 2010 med Inter

Copa América
- 2001 med Colombia